# Tillykke Frank
Tillykke Frank er afsnit 48 i Frank Hvam og Casper Christensens sitcom Klovn, første gang vist på TV2 Zulu 21. april 2008.

## Handling
Frank fylder 40 år, og det skal fejres med stil på Hotel Josty. Casper har været hans bedste ven i 11 år og skal være toastmaster. Men da han tilbyder sin sæd, så Mia og Frank kan få et barn, vender stemningen, og samtidig får Frank ødelagt muligheden for, at Mia kan bo tæt på sin lille niece. Franks fødselsdag forløber fint, men der mangler en vigtig person.

## Hovedskuespillere
- Casper Christensen som Casper
- Iben Hjejle som Iben
- Frank Hvam som Frank
- Mia Lyhne som Mia

| Fjernsyn | Spire Denne artikel om et tv-program er en spire som bør udbygges. Du er velkommen til at hjælpe Wikipedia ved at udvide den. |